# Adolf Jenko
Adolf Jenko (Dolfe), slovenski plesalec, pedagog in koreograf, 10. junij 1902, Ljubljana, † 5. februar 1985, Ljubljana.
Plesati je začel v ljubljanskem baletu, kjer je bil učenec češkega baletnega mojstra Václava Vlčka, leta 1926 diplomiral kot plesni učitelj na Académie Royale de Danse v Parizu. V Ljubljani je leta 1927 ustanovil Plesni zavod Jenko in v njem do leta 1941 in nato ponovno med letoma 1947 in 1976 poučeval družabne in športne plese. Deloval je tudi v Zagrebu, Beogradu in Skopju, nekaj časa je na Bledu učil tuje goste. Od 1949 je bil tudi referent za folkloro in ples pri Mestnemu ljudskemu odboru (MLO) Ljubljana. V Slovenijo je prvi pripeljal vrsto popularnih družabnih plesov, kot so: shimmy, black botton, čarlston... pa tudi srbska in hrvaška kola. Do leta 1941 je imel plesno šolo v stavbi Kazine, po drugi svetovni vojni pa so jo preselili na Petkovškovo nabrežje. Njegova plesna šola Jenko deluje še danes v okviru ljubljanskega Pionirskega doma. Kot eden od začetnikov družabnega plesa v Sloveniji je sodeloval tudi z igralci in drsalci ter vodil otroške in dijaške plese.
Svoje znanje je predal približno 220.000 ljudem. Na podlagi njegove zamisli, da mora biti ples dostopen vsem, ne le izbrani eliti v mestnih središčih, je bila leta 1954 ustanovljena Plesna zveza Slovenije. 
Bil je poročen in imel dva otroka.
25. avgusta 2012 mu je Združenje plesnih vaditeljev, učiteljev in trenerjev Slovenije v sodelovanju z Mestno občino Ljubljana odkrilo spomenik pred stavbo Kazine.